# Copris angusticornis
Copris angusticornis là một loài bọ cánh cứng trong họ Bọ hung (Scarabaeidae).